# Portyglass
Portyglass Indústria e Comércio Ltda. war ein brasilianischer Hersteller von Automobilen.

## Unternehmensgeschichte
Das Unternehmen hatte seinen Sitz in Rio de Janeiro. Es stellte Ende der 1980er Jahre Automobile und Kit Cars her. Der Markenname lautete M 22.

## Fahrzeuge
Das einzige Modell war eine Mischung aus VW-Buggy und einem Jeep. Ein luftgekühlter Vierzylinder-Boxermotor von Volkswagen do Brasil war im Heck montiert und trieb die Hinterräder an. Die zweitürige Karosserie bestand aus Fiberglas. Hinter den vorderen Sitzen war ein Überrollbügel. Zur Wahl standen Verdeck und Hardtop. Die gebogene Windschutzscheibe stammte vom VW Brasília. Die Fahrzeugfront mit eckigen Scheinwerfern und einem falschen Kühlergrill dazwischen ähnelte dem VW Gol.